# اوگریم
اوگریم (انگلیسی: Ugrim) یک شهرک در بخش بلگورودسکی استان بلگورود کشور روسیه است.